# El Colomer (Amer)
El Colomer és una masia d'Amer (Selva) inclosa a l'Inventari del Patrimoni Arquitectònic de Catalunya.

## Descripció
Edificis aïllats formats per tres sectors originals, de tres i dues plantes i coberta de doble vessant a façana situat al sector nord-oest d'Amer, a sobre la Font Picant. És una masia d'estructura complexa, composta per dos edificis adossats, un gran paller antic convertit en masoveria i l'antiga era de batre. Els dos sectors són arrebossats, encara que un d'ells l'ha perdut en gran part.
Com hem apuntat, l'edifici principal està compost per dues cases. La casa de la dreta consta de dues plantes i golfes, amb porta emmarcada de pedra sorrenca i forma d'arc rebaixat, finestres de llinda monolítica i un badiu format per tres arcs de rajola, a les golfes. Els cairats del sostre són de fusta i es veuen des de l'exterior.
La casa de l'esquerra, posterior, consta de dues plantes i soterranis (degut al desnivell del terreny), també té una porta d'arc rebaixat, però emmarcada de pedra calcària, i una balconada al primer pis. Aquest balcó corregut conté dues obertures i al costat del balcó es conserven restes d'un rellotge de sol pintat de color blau amb un sol inserit en un rombe. Sota d'aquesta casa hi ha diverses corts, abeuradors i estables pel bestiar.
El ràfec de la casa de l'esquerra està format per tres fileres de rajola, dues de planes i una en forma de dent de diamant. El de la casa de la dreta està format per una filera de teula.
Pel que fa al paller, té dues plantes i coberta de doble vessant a laterals. Aquest paller fou adaptat i transformat en casa de dues plantes a la part posterior. Destaca per l'embigat de cairats de fusta de les dues plantes, l'escala amb volta lateral, l'adossat amb tres finestres d'arc de mig punt de rajola i pel ràfec emergent suportat per dues escaires de fusta. Una de les pedres del pilar depedra que suporta el primer pis conté gravada la data de 1832.

## Història
Casa pairal documentada des del segle xiii. L'edifici és datat dels segles xviii i xix. El paller fou adaptat com a habitatge durant el segle xix.
A la llinda de la porta de la casa de la dreta, a la dovella central de l'arc rebaixat, hi ha gravada la data de 1858.Durant el segle xix i XX, fou la casa pairal de la família Ramon.
El Colomer és un veïnat d'Amer on actualment hi ha l'antiga masia, formada per dos cases adossades i el paller, vàries cases de nova edificació i reforma i l'ermita, restaurada de manera molt especial, de Sant Marçal del Colomer (veure la fitxa corresponent a Sant Marçal del Colomer, Amer). Actualment no està habitat, i el propietari, que resideix a l'Aragó, quan ve s'està en una altra casa de la vora, més ben arranjada, vora l'ermita de Sant Marçal. L'antic mas està guardat per gent d'Amer, que hi fan feines de manteniment.